# Tuyến 5 (Đường sắt đô thị Thành phố Hồ Chí Minh)
Tuyến 5 là một tuyến metro (đường sắt đô thị) thuộc hệ thống Đường sắt đô thị Thành phố Hồ Chí Minh. Hiện tại dự án đã hoàn tất báo cáo nghiên cứu tiền khả thi, đang trình các cơ quan có thẩm quyền để thẩm định trình Quốc Hội phê duyệt chủ trương đầu tư.
Dự án được chia thành 2 giai đoạn xây dựng:
- Giai đoạn 1: Tân Cảng - Bảy Hiền: dài 8.9 km và bao gồm 9 nhà ga.
- Giai đoạn 2: Bảy Hiền - Bến xe Cần Giuộc mới: dài 14.5 km và bao gồm 13 nhà ga.

Tuyến 5 giai đoạn 1 là một trong ba tuyến đường sắt đô thị thuộc danh mục dự án ưu tiên giai đoạn 2016 - 2020, kết nối với tuyến 1 và tuyến 2 tạo thành một hệ thống vận chuyển hành khách trên các tuyến đường có mật độ giao thông cao nhất Thành phố Hồ Chí Minh.
Từ quy hoạch năm 2024, tuyến 5 sẽ được kéo dài điểm đầu từ ga Tân Cảng đến ga Bến xe Sông Tắc (đi trùng với tuyến 1 đoạn Tân Cảng - An Phú) và điểm cuối từ ga Bến xe Cần Giuộc mới đến Hưng Long, nâng tổng chiều dài toàn tuyến lên đến 53,9 km.

## Hướng tuyến
Tuyến 5 có điểm đầu tại ga Tân Cảng - Điện Biên Phủ - Bạch Đằng - Phan Đăng Lưu - Hoàng Văn Thụ - Lý Thường Kiệt - Phù Đổng Thiên Vương - Tùng Thiện Vương - Quốc lộ 50 - Bến xe Cần Giuộc mới.

## Nhà ga
Toàn tuyến có 14 ga ngầm và 7 ga trên cao.
| Tên ga                  | Khoảng cách     | Khoảng cách    | Tuyến trung chuyển            | Vị trí           | Vị trí    |
| Tên ga                  | Giữa các nhà ga | Từ ga Tân Cảng | Tuyến trung chuyển            | Quận/Huyện       | Phường/Xã |
| ----------------------- | --------------- | -------------- | ----------------------------- | ---------------- | --------- |
| Tân Cảng                | -               | 0.0            | L5 Tuyến 5 kéo dài L1 Tuyến 1 | Quận Bình Thạnh  | Phường 25 |
| Hàng Xanh               | 1.4             | 1.4            | L3 Tuyến 3                    | Quận Bình Thạnh  | Phường 25 |
| Chợ Bà Chiểu            | 1.4             | 2.8            | L9 Tuyến 9                    | Quận Bình Thạnh  | Phường 1  |
| Nguyễn Văn Đậu          | 1.3             | 4.1            |                               | Quận Phú Nhuận   | Phường 3  |
| Phú Nhuận               | 1.0             | 5.1            | L8 Tuyến 8                    | Quận Phú Nhuận   | Phường 8  |
| Công Viên Hoàng Văn Thụ | 1.5             | 6.6            | L4 Tuyến 4                    | Quận Tân Bình    | Phường 2  |
| Lăng Cha Cả             | 0.6             | 7.2            |                               | Quận Tân Bình    | Phường 2  |
| Bảy Hiền                | 1.2             | 8.4            | L2 Tuyến 2                    | Quận Tân Bình    | Phường 4  |
| Chợ Tân Bình            | 0.8             | 9.2            |                               | Quận Tân Bình    | Phường 7  |
| Bắc Hải                 | 1.0             | 10.2           |                               | Quận Tân Bình    | Phường 6  |
| Đại Học Bách Khoa       | 0.7             | 10.9           | L9 Tuyến 9                    | Quận 10          | Phường 14 |
| 3/2                     | 0.8             | 11.7           | L1 Tuyến 1                    | Quận 10          | Phường 14 |
| Đại Học Y Dược          | 1.0             | 12.7           | L3 Tuyến 3                    | Quận 5           | Phường 12 |
| Tùng Thiện Vương        | 1.2             | 13.9           |                               | Quận 8           | Phường 12 |
| Bến Xe Quận 8           | 1.4             | 15.3           | L6 Tuyến 6                    | Quận 8           | Phường 5  |
| Nguyễn Văn Linh         | 1.6             | 16.9           |                               | Huyện Bình Chánh | Bình Hưng |
| Vành đai trong          | 1.2             | 18.1           | L7 Tuyến 7                    | Huyện Bình Chánh | Phong Phú |
| Trịnh Quang Nghị        | 1.7             | 19.8           |                               | Huyện Bình Chánh | Phong Phú |
| Phong Phú               | 1.0             | 20.8           | L10 Tuyến 10                  | Huyện Bình Chánh | Phong Phú |
| Đa Phước                | 1.2             | 22.0           |                               | Huyện Bình Chánh | Đa Phước  |
| Bến xe Cần Giuộc mới    | 1.4             | 23.4           | L5 Tuyến 5 kéo dài            | Huyện Bình Chánh | Đa Phước  |

## Khu vực Depot
Ga Depot của tuyến 5 sẽ được xây dựng tại xã Đa Phước, huyện Bình Chánh rộng 31,68 ha
Ngoài ra còn có một ga depot mini đặt tại công viên Hoàng Văn Thụ, quận Tân Bình có diện tích 2 ha